# Tbilisis internationella flygplats

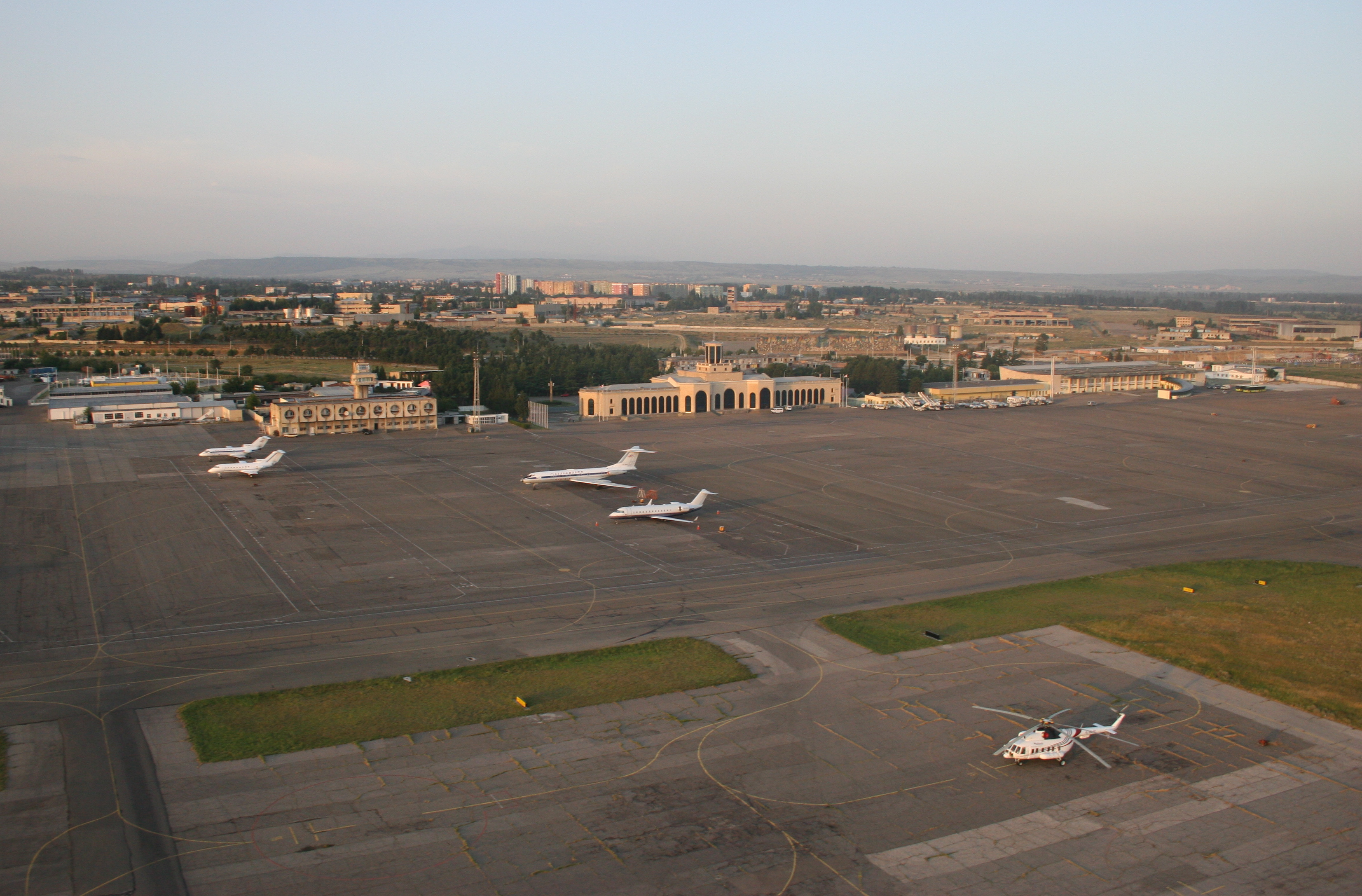
Flygplatsens gamla terminaler

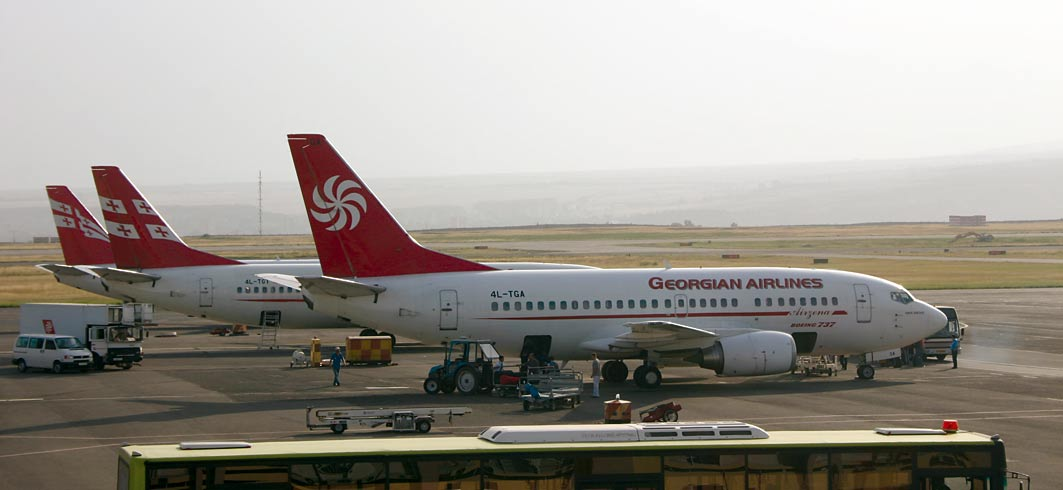
Georgian Airways flotta parkerad vid Tbilisis internationella flygplats

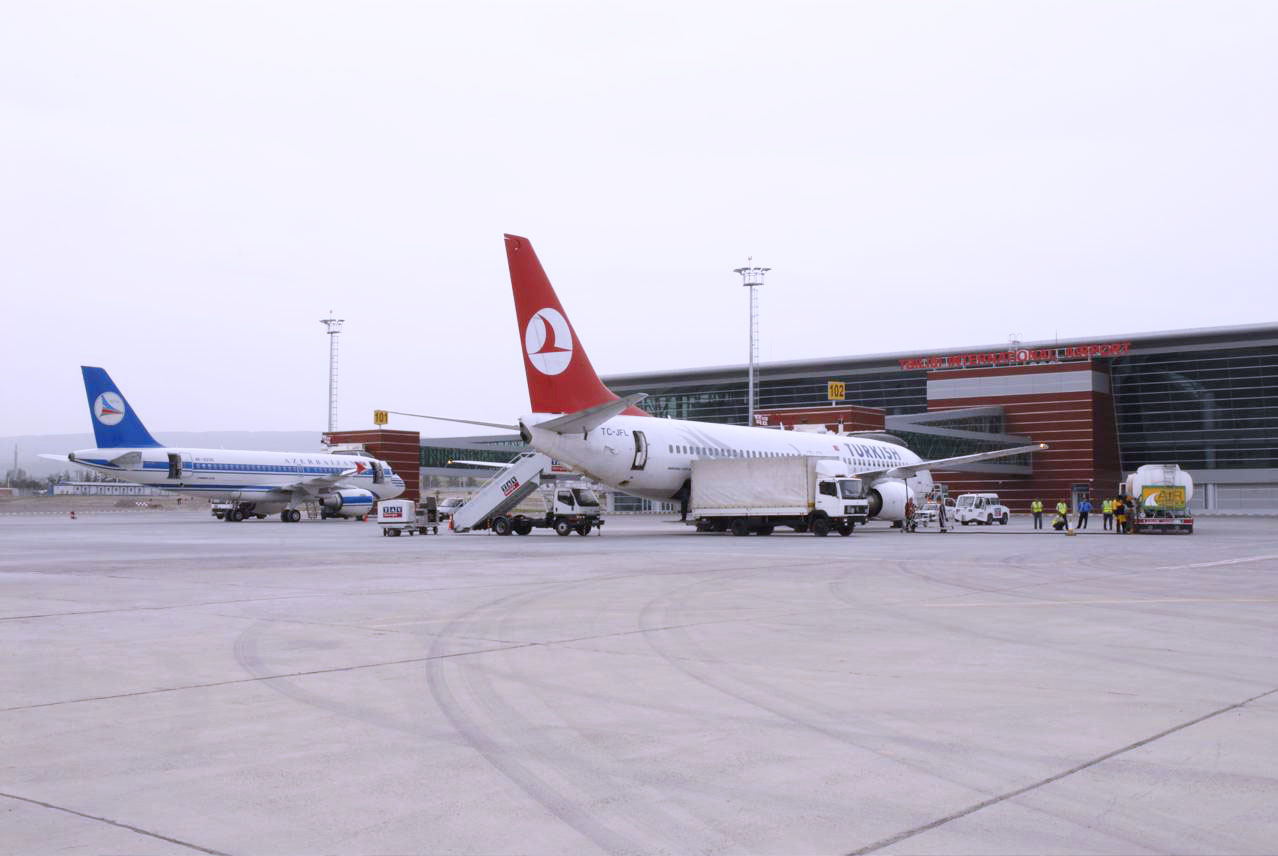
Parkerade flygplan vid flygplatsen

Tbilisis internationella flygplats (georgiska: თბილისის საერთაშორისო აეროპორტი; Tbilisis Saertasjoriso Aeroporti) (IATA: TBS, ICAO: UGTB), är den största internationella flygplatsen i Georgien, belägen 17 kilometer sydöst om huvudstaden Tbilisi. Flygplatsen hette tidigare Novo Aleksejevka internationella flygplats. Flygplatsen är den största av de tre internationella flygplatser som är verksamma i Georgien och hanterade 2017 drygt 3 miljoner passagerare.

## Historia
Den första flygplatsterminalen byggdes 1952. Designad av arkitekten V. Beridze i en stalinistisk arkitektur, huserade byggnaden en planritning med symmetriska ytor och en monumental risalit i form av en portik. De två sidoflyglarna hyste blindarkader i kolossalordning. En ny terminalbyggnad stod färdig år 1990, designad i International style.
1981 var Tbilisis flygplats den 12:e största i Sovjetunionen, med 1,478,000 passagerare på så kallade centrala linjer, som innebär flighter som förbinder Tbilisi med andra städer i andra unionsrepubliker.
1999 hade antalet passagerare sjunkit till 230,000 per år. 

## Renovering och nutid
I februari 2007 stod renoveringen av flygplatsen klar. Bygget hade då innefattat konstruktionen av en ny internationell terminal, parkeringsytor, förbättrade ramper, förbättrad landnings- och taxibana och införskaffandet av markutrustning vid flygplatsen. I samma projekt byggdes också en järnvägsförbindelse till huvudstadens centrum. Från flygplatsen finns sedan renovationen ett lågfrekvent körschema av tågen (ca. 6 tåg per dag i vardera riktning). Från flygplatsen leder numer George W. Bushs aveny in till staden.
Idag är flygplatsen en produkt av en modern och funktionell design, som stoltserar med hög teknologi. Flygplatsen är utformad för att ge ett optimalt flöde av både passagerare och bagage från parkeringsplatsen till flygplanen med en användbar yta på omkring 25,000 kvadratmeter. Den totala kostnaden av det avancerade renoveringsprojektet slutade på 90.5 miljon USD (omkring 700 miljoner SEK). I och med renovationen har flygplatsens kapacitet ökat till att kunna ta emot 2,8 miljoner passagerare per år.
År 2007 tog flygplatsen emot 615,873 passagerare, vilket innebar en ökning på 8,5% mot föregående år. Antalet flighter från flygplatsen ökade också, med 18,7%. 2009 reste 702,373 via flygplatsen, och 12,245 ton frakt gick genom den. Detta innebar en ökning med 14% mot år 2007. 
2015 nådde flygplatsen sitt dittills största antal passagerare på ett år då flygplatsen hanterade 1 847 111 passagerare. Flygplatsen närmade sig därmed Zvartnots internationella flygplats i Jerevan i passagerarantal och var 2015 regionens tredje största (efter Zvartnots och Bakus internationella flygplats). 2016 blev Tbilisis flygplats större än Zvartnots i Jerevan sett till antalet passagerare genom att hantera drygt 2 miljoner passagerare, och därmed näst störst i regionen efter Bakus internationella flygplats. 2017 passerade flygplatsen 3 miljoner passagerare för första gången någonsin.
På grund av den starka passagerarökningen på flygplatsen började TAV Georgia under sommaren 2016 planera byggnationen av en ny ankomstterminal. Den nya byggnaden integrerades med den nuvarande terminalbyggnaden och ökade kapaciteten till 3,5 miljoner passagerare per år. Den nya terminalen invigdes av premiärminister Giorgi Kvirikasjvili 27 september 2017.

## Flygbolag och destinationer
| Flygbolag                      | Destinationer |
| ------------------------------ | --- |
| Aegean Airlines                | Aten Säsongscharter: Heraklion |
| Aeroflot                       | Moskva-Sjeremetevo |
| Air Arabia                     | Sharjah |
| Air Astana                     | Almaty, Astana |
| airBaltic                      | Riga |
| Air Cairo                      | Hurghada, Sharm el-Sheikh |
| ATA Airlines                   | Teheran–Imam Khomeini |
| AtlasGlobal                    | Istanbul–Atatürk |
| Belavia                        | Minsk |
| Buta Airways                   | Baku |
| China Southern Airlines        | Peking, Ürümqi |
| flydubai                       | Dubai–International |
| Georgian Airways               | Amsterdam-Schiphol, Atens (inleds 26 mars 2018), Batumi, Barcelona, Berlin-Schönefeld, Bologna, Bratislava, Bryssel, Jerevan, Köln-Bonn, Kazan (återupptas 28 mars 2018), Kiev-Boryspil, London-Gatwick, Moskva-Vnukovo, Paris-Charles-De-Gaulle, Prag, Sankt Petersburg, Tel Aviv-Ben Gurion, Thessaloniki (inleds 28 mars 2018), Wien |
| Gulf Air                       | Bahrain |
| Iran Aseman Airlines           | Teheran–Imam Khomeini |
| LOT Polish Airlines            | Warszawa-Chopin |
| Lufthansa                      | München |
| Nordavia                       | Sankt Petersburg |
| Pegasus Airlines               | Istanbul–Sabiha Gökçen |
| Pobeda Airlines                | Rostov-na-Donu |
| Qatar Airways                  | Baku, Doha |
| S7 Airlines                    | Moskva-Domodedovo, Novosibirsk |
| Saratov Airlines               | Mineralnyje Vody |
| SCAT Airlines                  | Aktau |
| Sun D'Or trafikeras av El Al   | Tel Aviv-Ben Gurion |
| Turkish Airlines               | Istanbul–Atatürk, Istanbul–Sabiha Gökçen |
| Ukraine International Airlines | Kiev–Boryspil |
| Ural Airlines                  | Moskva-Zjukovskij, Sankt Petersburg, Sotji, Jekaterinburg |
| Wataniya Airways               | Kuwait |
| Yanair                         | Kiev-Zjuljany |

### Fraktflygbolag
| Flygbolag              | Destinationer                            |
| ---------------------- | ---------------------------------------- |
| Cargolux               | Baku, Kuala Lumpur, Luxemburg, Singapore |
| Silk Way Airlines      | Baku                                     |
| Turkish Airlines Cargo | Istanbul–Atatürk                         |

### Passagerarstatistik
| År   | Passagerare totalt | Förändring mot föregående år |
| ---- | ------------------ | ---------------------------- |
| 2005 | 547 150            |                              |
| 2006 | 567 402            | ▲ 3,7%                       |
| 2007 | 615 873            | ▲ 8,5%                       |
| 2008 | 714 976            | ▲ 16,1%                      |
| 2009 | 702 916            | ▼ 1,7%                       |
| 2010 | 822 772            | ▲ 17,1%                      |
| 2011 | 1 058 679          | ▲ 28,7%                      |
| 2012 | 1 219 175          | ▲ 15,2%                      |
| 2013 | 1 436 046          | ▲ 17,8%                      |
| 2014 | 1 575 386          | ▲ 9,7%                       |
| 2015 | 1 847 111          | ▲ 17,25%                     |
| 2016 | 2 252 535          | ▲ 22,0%                      |
| 2017 | 3 164 139          | ▲ 40,5%                      |

## Galleri

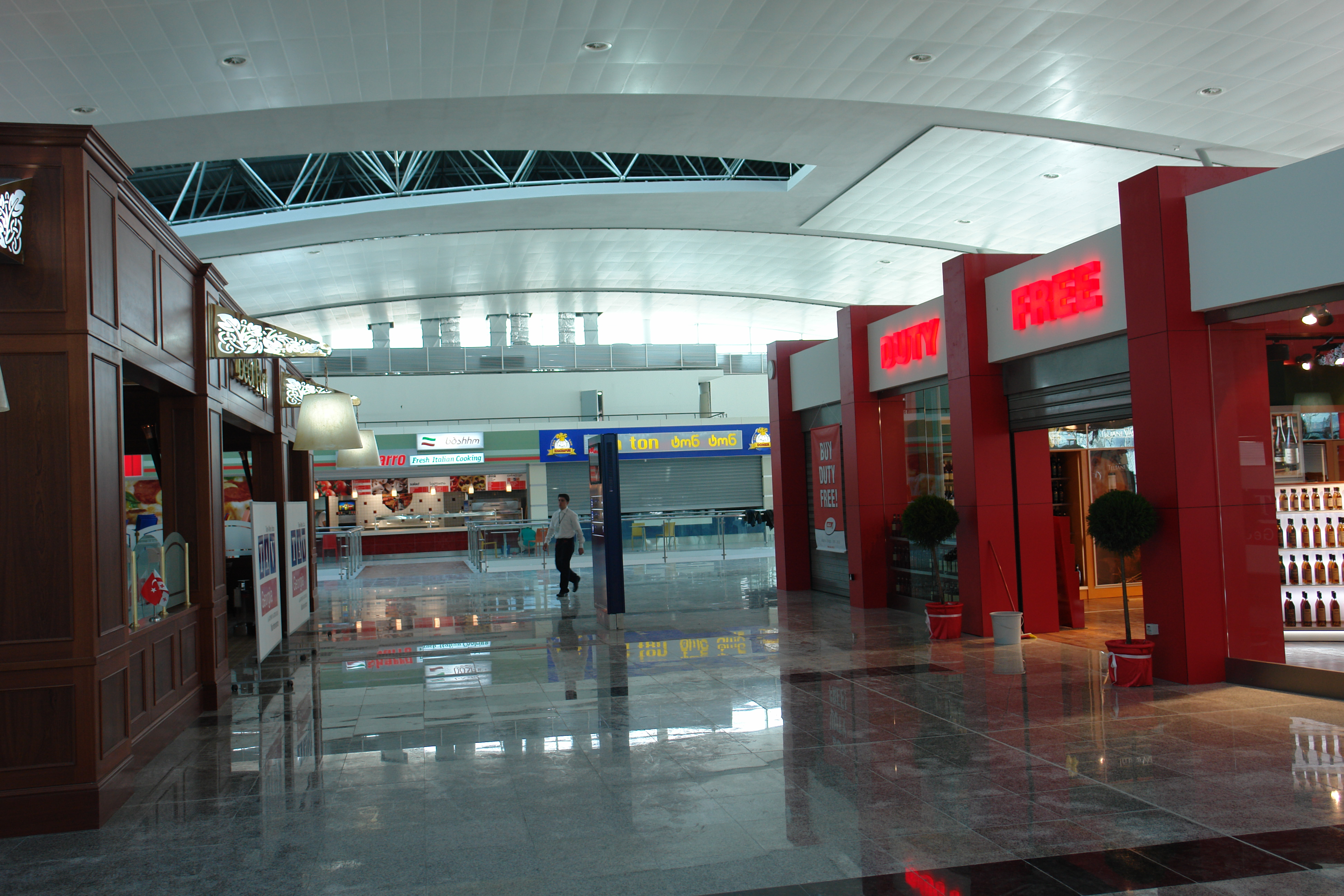
Tbilisis nya terminal
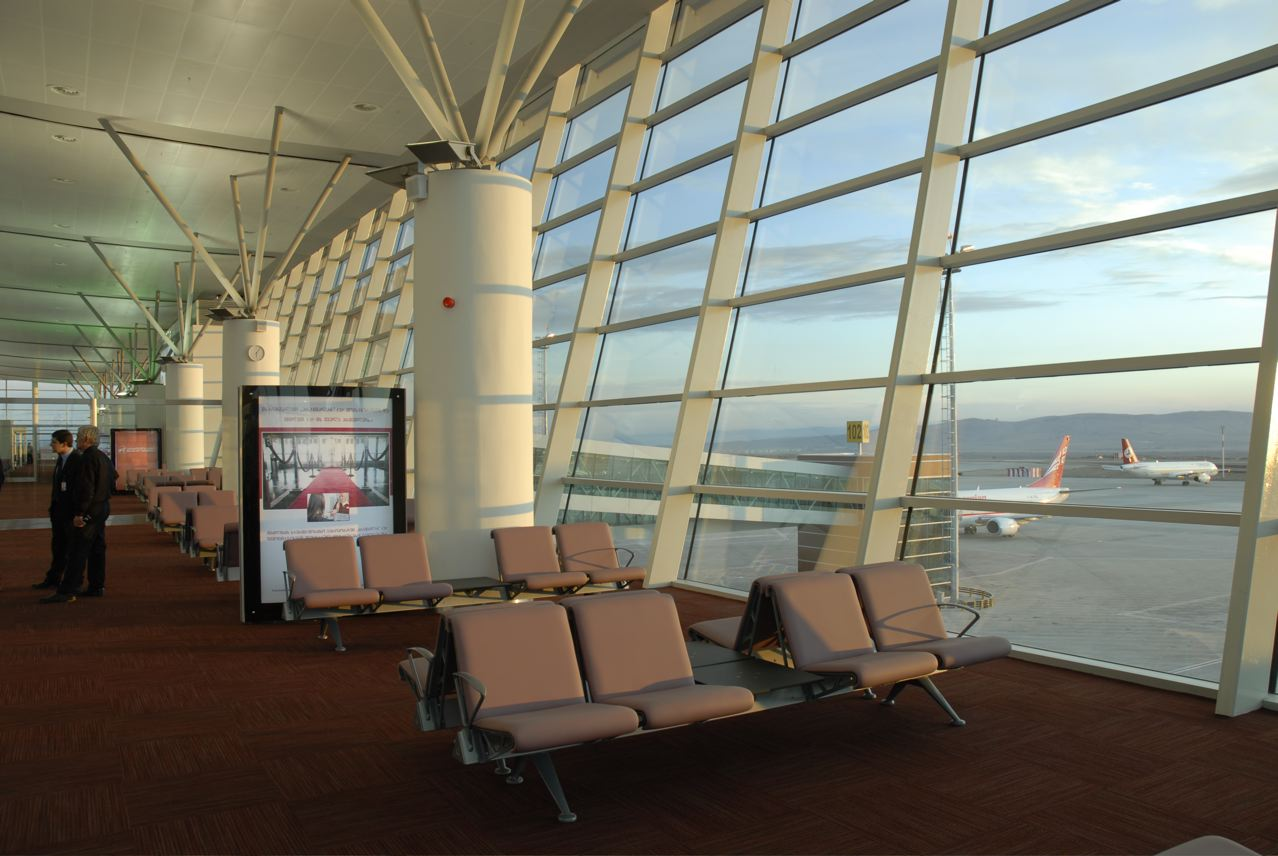
Flygplatsens avgångshall
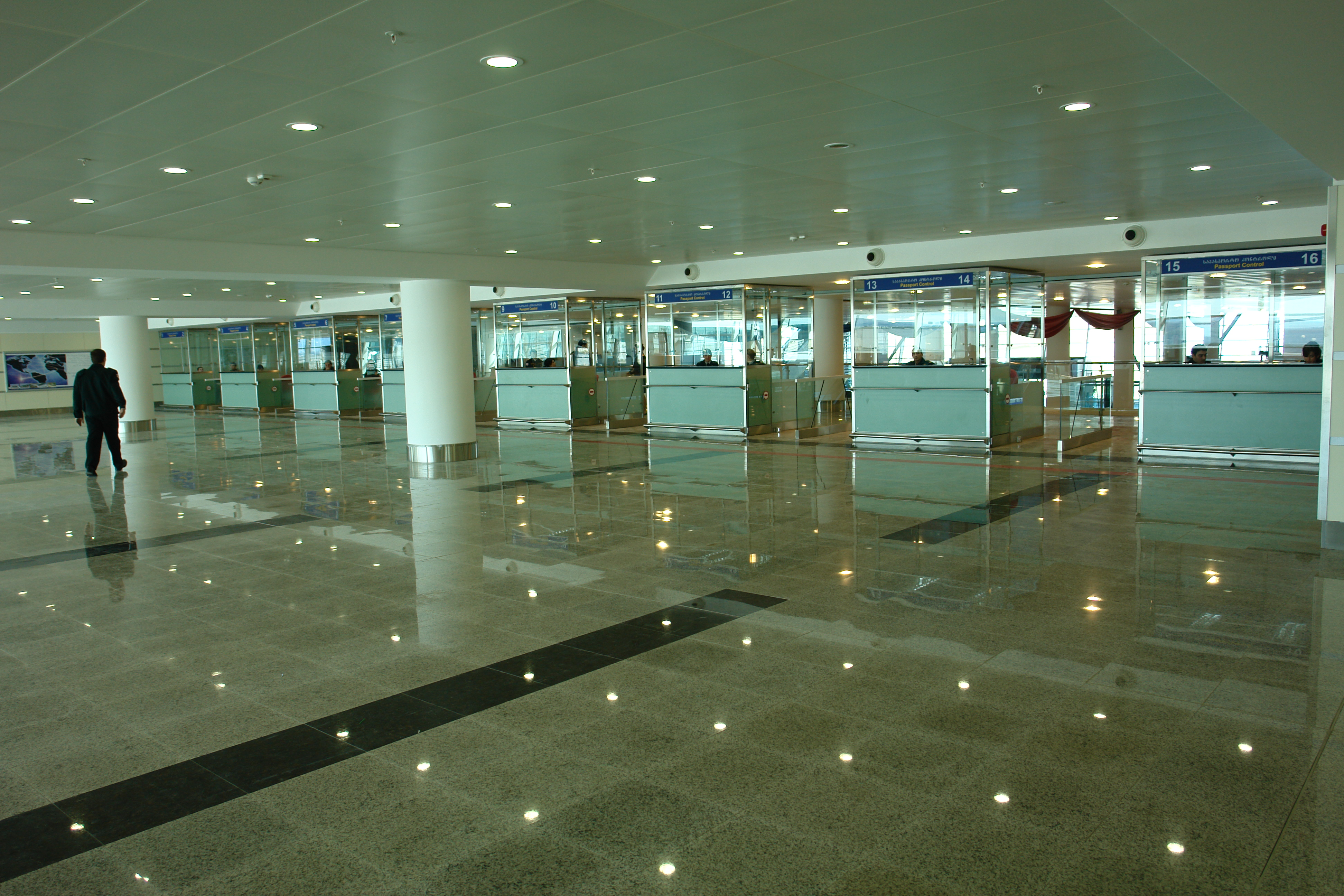
Passkontroll vid ankomsthallen
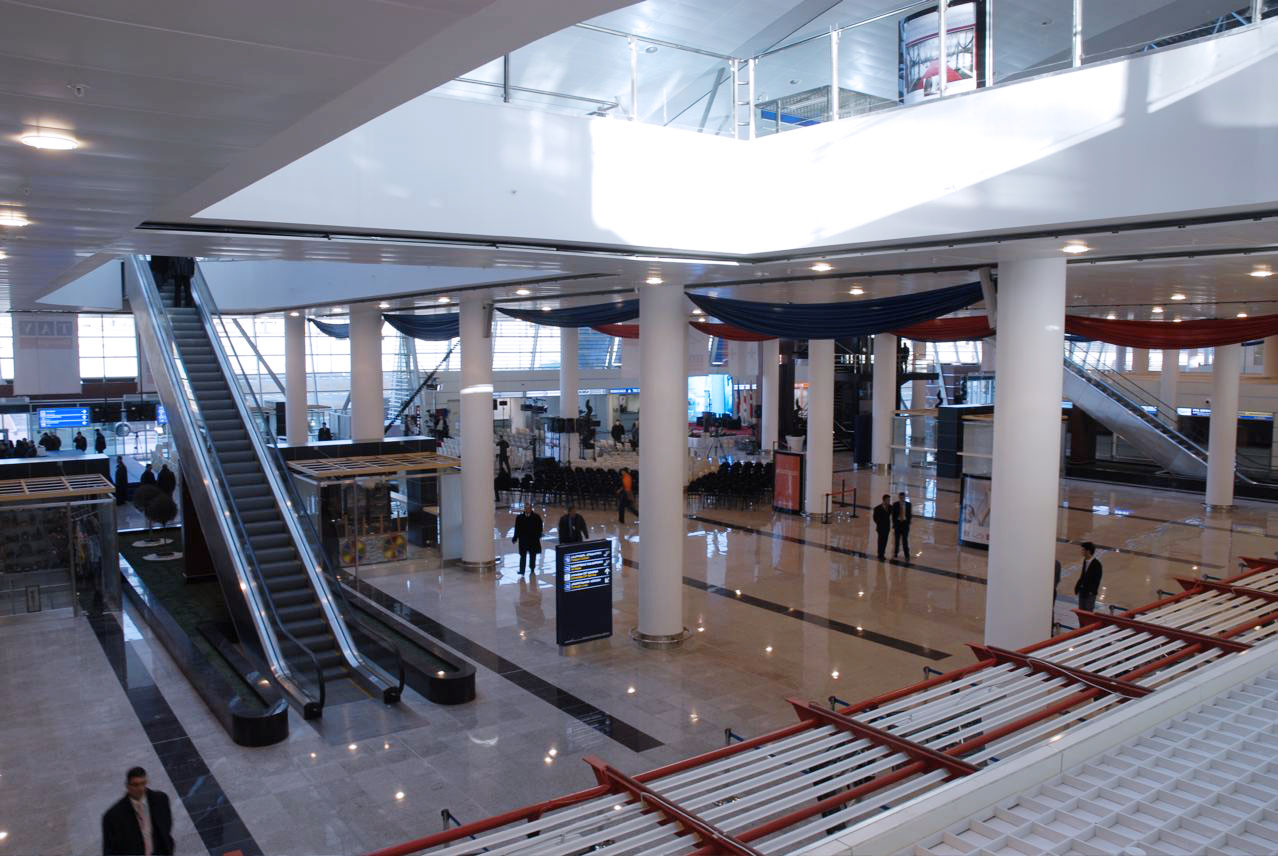
Den nya terminalen
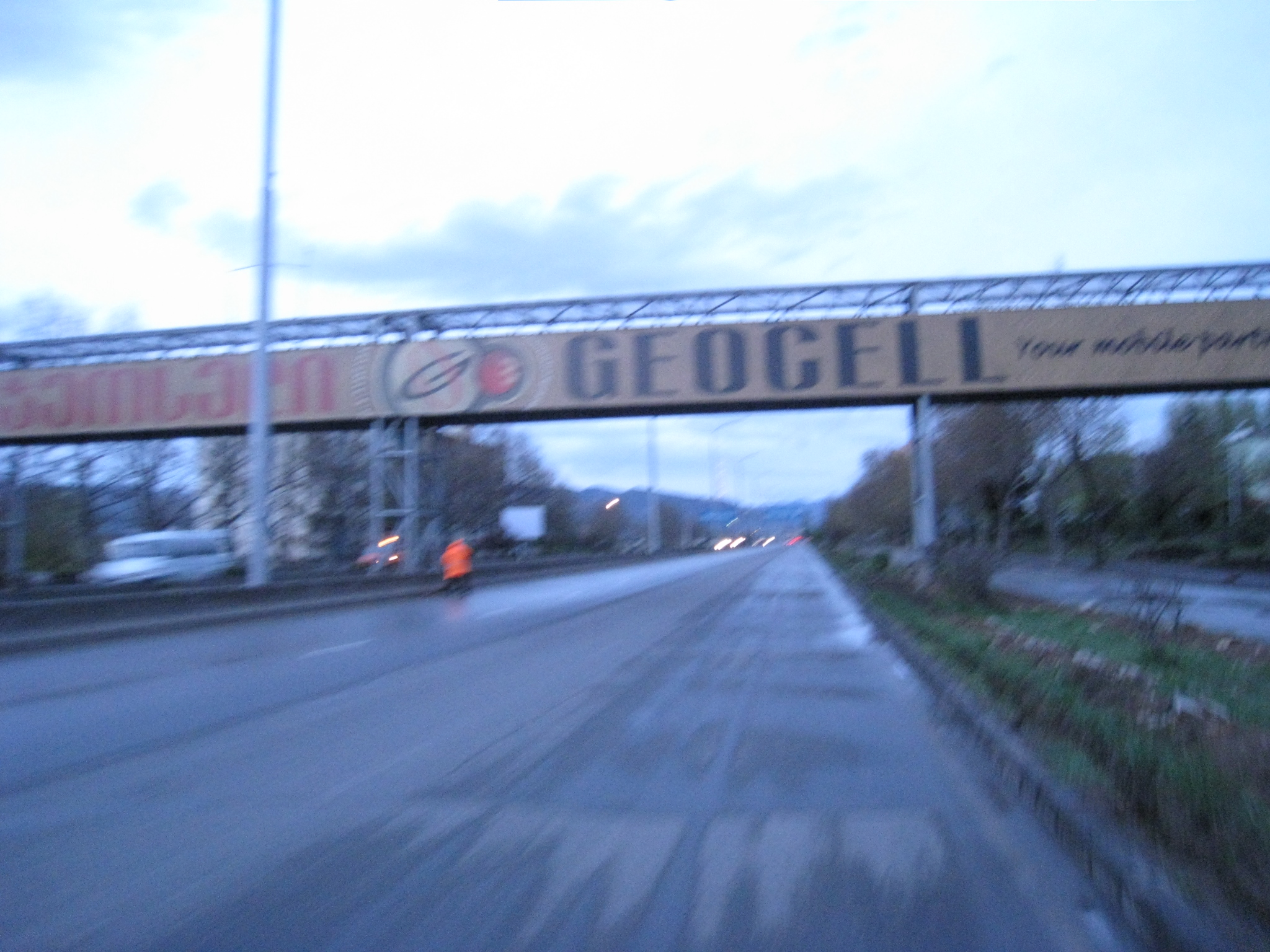
George W. Bushs aveny
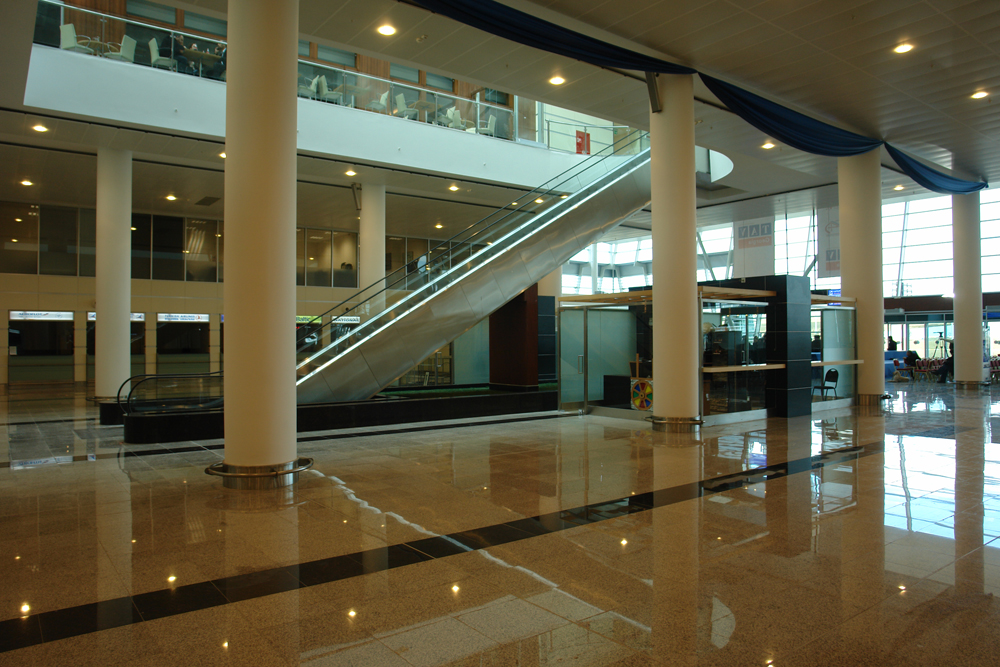
Den nya terminalen
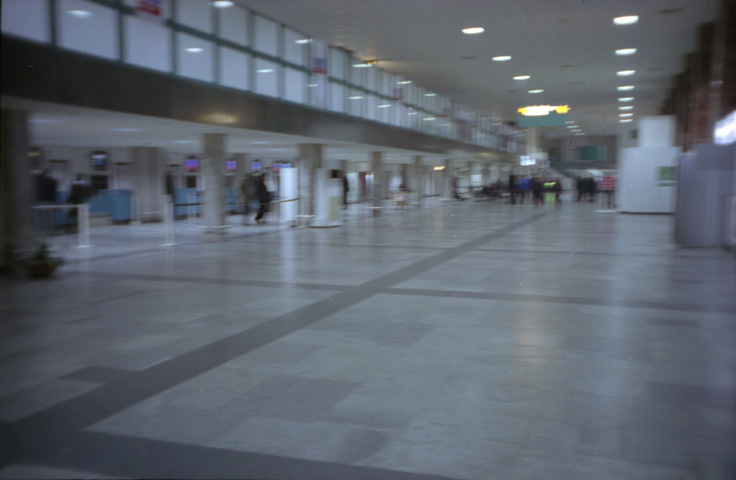
Flygplatsens nya terminal
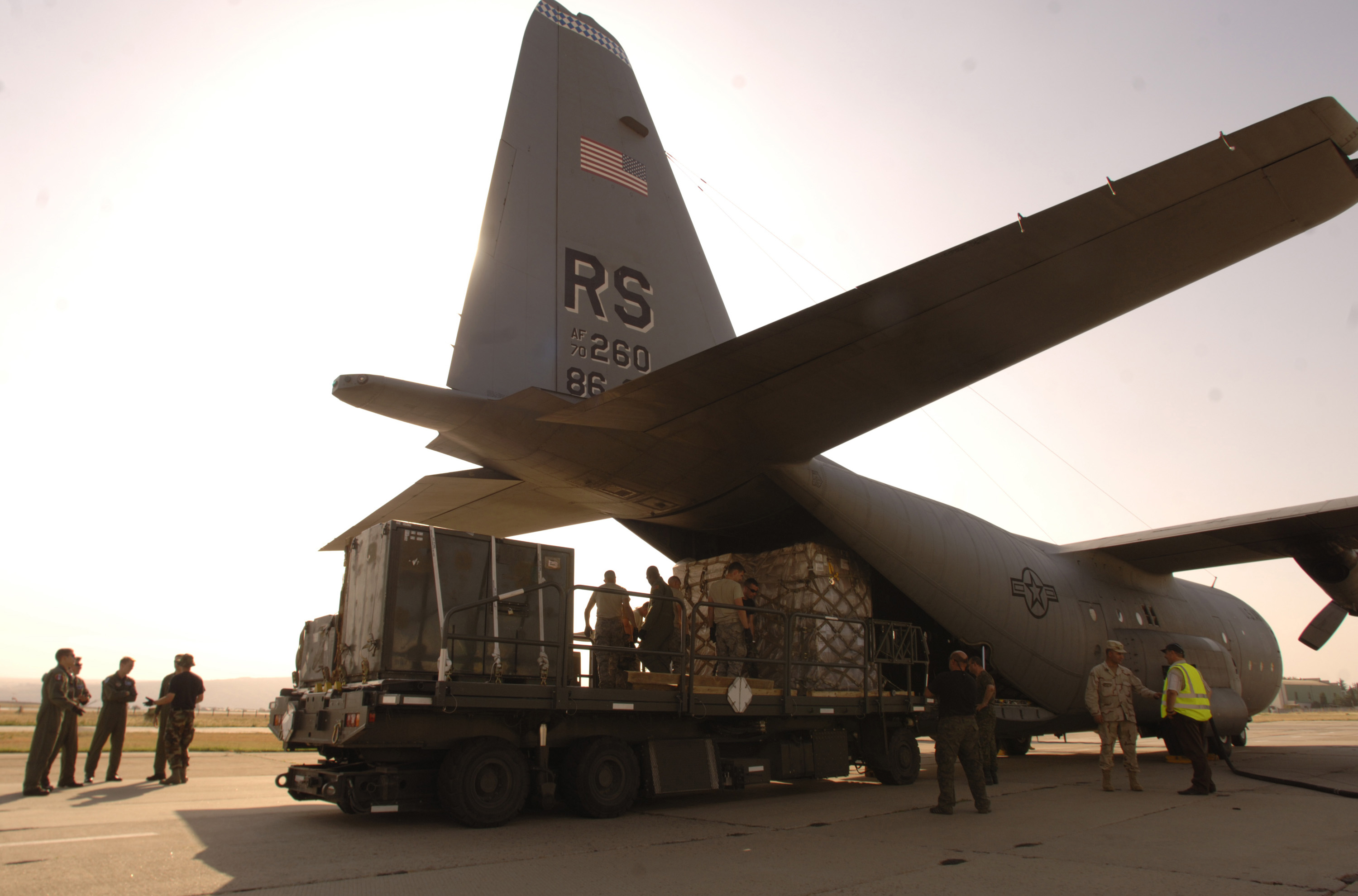
Ett amerikanskt flygplan med humanitär hjälp vid Tbilisis internationella flygplats i samband med kriget i Georgien 2008